# Llista de topònims de Caseres
Llista de topònims (noms propis de lloc) del municipi de Caseres, a la Terra Alta
Informació actualitzada per un bot. Els canvis manuals es perdran quan s'actualitzi!

## cabana
| imatge | Nom                | Ubicat a | instància de | Detalls | coordenades                                                          | Protecció | Commons (més fotos) | Dades a WD                    |
| ------ | ------------------ | -------- | ------------ | ------- | -------------------------------------------------------------------- | --------- | ------------------- | ----------------------------- |
|        | Corralissa de Bat  | Caseres  | cabana       |         | 41° 03′ 51″ N, 0° 14′ 21″ E / 41.0640628798652°N,0.239033511653773°E |           |                     | Modifica les dades a Wikidata |
|        | barraca de Ramonet | Caseres  | cabana       |         | 41° 02′ 42″ N, 0° 16′ 08″ E / 41.0450217854351°N,0.268833996407466°E |           |                     | Modifica les dades a Wikidata |
|        | caseta de la Cuca  | Caseres  | cabana       |         | 41° 01′ 32″ N, 0° 19′ 54″ E / 41.0255417545277°N,0.331531479055826°E |           |                     | Modifica les dades a Wikidata |

## castell
| imatge | Nom                   | Ubicat a | instància de | Detalls | coordenades                                                                                             | Protecció                                            | Commons (més fotos) | Dades a WD                    |
| ------ | --------------------- | -------- | ------------ | ------- | --- | ---------------------------------------------------- | ------------------- | ----------------------------- |
|        | Castell d'Almudèfer   | Caseres  | castell      |         | 41° 01′ 37″ N, 0° 16′ 25″ E / 41.026912°N,0.273637°E ca:Turó al costat del riu Algars 370 msnm          | bé d'interès cultural bé cultural d'interès nacional |                     | Modifica les dades a Wikidata |
|        | El Castell de Caseres | Caseres  | castell      |         | 41° 02′ 19″ N, 0° 15′ 01″ E / 41.038609°N,0.250216°E ca:Restes en el subsòl prop de l'església 324 msnm | bé d'interès cultural bé cultural d'interès nacional |                     | Modifica les dades a Wikidata |

## edifici
| imatge | Nom                              | Ubicat a | instància de | Detalls                     | coordenades                                         | Protecció                                  | Commons (més fotos) | Dades a WD                    |
| ------ | -------------------------------- | -------- | ------------ | --------------------------- | --------------------------------------------------- | ------------------------------------------ | ------------------- | ----------------------------- |
|        | Forn de Teules i Eres de Trillar | Caseres  | edifici      | Estil: arquitectura popular | 41° 02′ 20″ N, 0° 15′ 09″ E / 41.03888°N,0.25246°E  | bé integrant del patrimoni cultural català |                     | Modifica les dades a Wikidata |
|        | Fort de Milet                    | Caseres  | edifici      | Estil: arquitectura popular | 41° 02′ 40″ N, 0° 15′ 16″ E / 41.04434°N,0.254329°E | bé cultural d'interès local                |                     | Modifica les dades a Wikidata |

## església
| imatge | Nom                        | Ubicat a | instància de | Detalls                                         | coordenades                                                                                 | Protecció                                  | Commons (més fotos)        | Dades a WD                    |
| ------ | -------------------------- | -------- | ------------ | ----------------------------------------------- | ------------------------------------------------------------------------------------------- | ------------------------------------------ | -------------------------- | ----------------------------- |
|        | Santa Anna d'Almudèfer     | Caseres  | església     | Estil: arquitectura gòtica 14th century         | 41° 01′ 34″ N, 0° 16′ 30″ E / 41.02611°N,0.27513°E ca:Al Turó d'Almudèfer, Caseres 370 msnm | bé integrant del patrimoni cultural català | Santa Anna d'Almudèfer     | Modifica les dades a Wikidata |
|        | Santa Magdalena de Caseres | Caseres  | església     | Estil: arquitectura gòtica arquitectura barroca | 41° 02′ 19″ N, 0° 15′ 00″ E / 41.03855°N,0.2501°E                                           | bé cultural d'interès local                | Santa Magdalena de Caseres | Modifica les dades a Wikidata |

## granja
| imatge | Nom                  | Ubicat a | instància de | Detalls | coordenades                                                          | Protecció | Commons (més fotos) | Dades a WD                    |
| ------ | -------------------- | -------- | ------------ | ------- | -------------------------------------------------------------------- | --------- | ------------------- | ----------------------------- |
|        | Granja de Baptista   | Caseres  | granja       |         | 41° 02′ 36″ N, 0° 14′ 51″ E / 41.0433061869651°N,0.247467875923874°E |           |                     | Modifica les dades a Wikidata |
|        | Granja de Rius       | Caseres  | granja       |         | 41° 02′ 32″ N, 0° 14′ 55″ E / 41.0421277499494°N,0.248659033780031°E |           |                     | Modifica les dades a Wikidata |
|        | Granja de Salfuro    | Caseres  | granja       |         | 41° 02′ 07″ N, 0° 14′ 21″ E / 41.0351985231008°N,0.239122673044867°E |           |                     | Modifica les dades a Wikidata |
|        | Granja de l'Ambròsio | Caseres  | granja       |         | 41° 02′ 28″ N, 0° 15′ 09″ E / 41.0412296360962°N,0.252538839190621°E |           |                     | Modifica les dades a Wikidata |

## masia
| imatge | Nom                                      | Ubicat a | instància de | Detalls                                  | coordenades                                                          | Protecció                                  | Commons (més fotos) | Dades a WD                    |
| ------ | ---------------------------------------- | -------- | ------------ | ---------------------------------------- | -------------------------------------------------------------------- | ------------------------------------------ | ------------------- | ----------------------------- |
|        | Caseta de la Serra                       | Caseres  | masia        |                                          | 41° 01′ 30″ N, 0° 19′ 42″ E / 41.025118374422°N,0.328420697085797°E  |                                            |                     | Modifica les dades a Wikidata |
|        | Mas d'Almudèfer                          | Caseres  | masia        |                                          | 41° 01′ 33″ N, 0° 16′ 31″ E / 41.0258020128466°N,0.275325661272965°E |                                            |                     | Modifica les dades a Wikidata |
|        | Mas d'Ambròsio                           | Caseres  | masia        |                                          | 41° 03′ 42″ N, 0° 14′ 45″ E / 41.0615798267781°N,0.245920186756411°E |                                            |                     | Modifica les dades a Wikidata |
|        | Mas d'Arbesa                             | Caseres  | masia        |                                          | 41° 01′ 55″ N, 0° 19′ 20″ E / 41.0319353045182°N,0.322162106031657°E |                                            |                     | Modifica les dades a Wikidata |
|        | Mas d'en Llarg                           | Caseres  | masia        |                                          | 41° 02′ 46″ N, 0° 17′ 36″ E / 41.046053279368°N,0.29329825692138°E   |                                            |                     | Modifica les dades a Wikidata |
|        | Mas de Baptista                          | Caseres  | masia        |                                          | 41° 02′ 35″ N, 0° 14′ 55″ E / 41.0431197755851°N,0.248712857256215°E |                                            |                     | Modifica les dades a Wikidata |
|        | Mas de Benedicto                         | Caseres  | masia        |                                          | 41° 00′ 57″ N, 0° 18′ 32″ E / 41.015793937165°N,0.3088076715669°E    |                                            |                     | Modifica les dades a Wikidata |
|        | Mas de Blanca                            | Caseres  | masia        |                                          | 41° 01′ 42″ N, 0° 15′ 49″ E / 41.0282793221355°N,0.26356775285754°E  |                                            |                     | Modifica les dades a Wikidata |
|        | Mas de Borrasquer                        | Caseres  | masia        |                                          | 41° 04′ 27″ N, 0° 13′ 20″ E / 41.074162626211°N,0.222317074788907°E  |                                            |                     | Modifica les dades a Wikidata |
|        | Mas de Bosco                             | Caseres  | masia        |                                          | 41° 02′ 52″ N, 0° 19′ 42″ E / 41.0476963082761°N,0.328327953206798°E |                                            |                     | Modifica les dades a Wikidata |
|        | Mas de Cal Manescal                      | Caseres  | masia        |                                          | 41° 01′ 12″ N, 0° 19′ 34″ E / 41.0200551676694°N,0.326032948307069°E |                                            |                     | Modifica les dades a Wikidata |
|        | Mas de Caminer                           | Caseres  | masia        |                                          | 41° 01′ 08″ N, 0° 19′ 50″ E / 41.018811782917°N,0.330673565713547°E  |                                            |                     | Modifica les dades a Wikidata |
|        | Mas de Caputxinet                        | Caseres  | masia        |                                          | 41° 03′ 20″ N, 0° 13′ 54″ E / 41.0556645281776°N,0.231734235294698°E |                                            |                     | Modifica les dades a Wikidata |
|        | Mas de Caputxí                           | Caseres  | masia        |                                          | 41° 04′ 00″ N, 0° 13′ 40″ E / 41.0666721920194°N,0.227678344564205°E |                                            |                     | Modifica les dades a Wikidata |
|        | Mas de Caraques                          | Caseres  | masia        |                                          | 41° 03′ 41″ N, 0° 16′ 05″ E / 41.0613701210543°N,0.268121591444167°E |                                            |                     | Modifica les dades a Wikidata |
|        | Mas de Cardó                             | Caseres  | masia        |                                          | 41° 02′ 34″ N, 0° 17′ 45″ E / 41.0428746873885°N,0.295784535504642°E |                                            |                     | Modifica les dades a Wikidata |
|        | Mas de Casa Polleta                      | Caseres  | masia        |                                          | 41° 01′ 00″ N, 0° 19′ 58″ E / 41.0167622137095°N,0.33278982708503°E  |                                            |                     | Modifica les dades a Wikidata |
|        | Mas de Cascaborres                       | Caseres  | masia        |                                          | 41° 03′ 30″ N, 0° 16′ 11″ E / 41.0583269565079°N,0.269687381380444°E |                                            |                     | Modifica les dades a Wikidata |
|        | Mas de Cassol                            | Caseres  | masia        |                                          | 41° 01′ 00″ N, 0° 16′ 24″ E / 41.016785467724°N,0.273390548168434°E  |                                            |                     | Modifica les dades a Wikidata |
|        | Mas de Clueta                            | Caseres  | masia        |                                          | 41° 03′ 50″ N, 0° 14′ 41″ E / 41.0639296274223°N,0.244751082332336°E |                                            |                     | Modifica les dades a Wikidata |
|        | Mas de Cunet                             | Caseres  | masia        |                                          | 41° 02′ 20″ N, 0° 17′ 45″ E / 41.0387504779131°N,0.295822610849099°E |                                            |                     | Modifica les dades a Wikidata |
|        | Mas de Dolores del Dolcet                | Caseres  | masia        |                                          | 41° 01′ 11″ N, 0° 20′ 07″ E / 41.0197117602051°N,0.335310811876481°E |                                            |                     | Modifica les dades a Wikidata |
|        | Mas de Domingot                          | Caseres  | masia        |                                          | 41° 00′ 25″ N, 0° 19′ 21″ E / 41.0068687020177°N,0.322523924917921°E |                                            |                     | Modifica les dades a Wikidata |
|        | Mas de Facundo                           | Caseres  | masia        |                                          | 41° 03′ 39″ N, 0° 16′ 32″ E / 41.0609626878433°N,0.275635142633488°E |                                            |                     | Modifica les dades a Wikidata |
|        | Mas de Filomena Abella                   | Caseres  | masia        |                                          | 41° 02′ 12″ N, 0° 15′ 05″ E / 41.0367091108246°N,0.251442281843856°E |                                            |                     | Modifica les dades a Wikidata |
|        | Mas de Font                              | Caseres  | masia        |                                          | 41° 03′ 43″ N, 0° 14′ 41″ E / 41.0619037217202°N,0.244776200351324°E |                                            |                     | Modifica les dades a Wikidata |
|        | Mas de Gallets                           | Caseres  | masia        |                                          | 41° 02′ 59″ N, 0° 13′ 24″ E / 41.0498245697112°N,0.223353584327027°E |                                            |                     | Modifica les dades a Wikidata |
|        | Mas de Garrofa                           | Caseres  | masia        |                                          | 41° 02′ 35″ N, 0° 20′ 16″ E / 41.0430546111313°N,0.33791392177031°E  |                                            |                     | Modifica les dades a Wikidata |
|        | Mas de Gerels                            | Caseres  | masia        |                                          | 41° 01′ 05″ N, 0° 19′ 05″ E / 41.0180515998996°N,0.318110842518898°E |                                            |                     | Modifica les dades a Wikidata |
|        | Mas de Joanàs                            | Caseres  | masia        |                                          | 41° 01′ 45″ N, 0° 20′ 06″ E / 41.0290594873698°N,0.334862354917935°E |                                            |                     | Modifica les dades a Wikidata |
|        | Mas de Josep Maria el Sinsalet           | Caseres  | masia        |                                          | 41° 02′ 24″ N, 0° 20′ 00″ E / 41.0400425435749°N,0.333467387254385°E |                                            |                     | Modifica les dades a Wikidata |
|        | Mas de Juanito de Ceboll                 | Caseres  | masia        |                                          | 41° 03′ 40″ N, 0° 14′ 17″ E / 41.0611037009398°N,0.238074510587654°E |                                            |                     | Modifica les dades a Wikidata |
|        | Mas de Justo                             | Caseres  | masia        |                                          | 41° 03′ 40″ N, 0° 13′ 59″ E / 41.0609774142254°N,0.233189126362615°E |                                            |                     | Modifica les dades a Wikidata |
|        | Mas de Júlia                             | Caseres  | masia        |                                          | 41° 03′ 09″ N, 0° 14′ 21″ E / 41.052610720183°N,0.239215268590742°E  |                                            |                     | Modifica les dades a Wikidata |
|        | Mas de Martet                            | Caseres  | masia        |                                          | 41° 03′ 06″ N, 0° 16′ 32″ E / 41.0517707209168°N,0.275419753798909°E |                                            |                     | Modifica les dades a Wikidata |
|        | Mas de Mascareta                         | Caseres  | masia        |                                          | 41° 02′ 19″ N, 0° 19′ 32″ E / 41.038581245594°N,0.325603983073293°E  |                                            |                     | Modifica les dades a Wikidata |
|        | Mas de Micolau                           | Caseres  | masia        |                                          | 41° 00′ 54″ N, 0° 19′ 06″ E / 41.015115785804°N,0.31834821611453°E   |                                            |                     | Modifica les dades a Wikidata |
|        | Mas de Miquel                            | Caseres  | masia        |                                          | 41° 02′ 01″ N, 0° 17′ 49″ E / 41.0334894962941°N,0.296930150183433°E |                                            |                     | Modifica les dades a Wikidata |
|        | Mas de Miquelet del Ros                  | Caseres  | masia        |                                          | 41° 01′ 33″ N, 0° 18′ 35″ E / 41.0259371419734°N,0.309810354641115°E |                                            |                     | Modifica les dades a Wikidata |
|        | Mas de Màrio                             | Caseres  | masia        |                                          | 41° 03′ 06″ N, 0° 17′ 13″ E / 41.0517448717025°N,0.286914132833459°E |                                            |                     | Modifica les dades a Wikidata |
|        | Mas de Nostre-senyor                     | Caseres  | masia        |                                          | 41° 03′ 21″ N, 0° 14′ 47″ E / 41.0557305535561°N,0.246509402844084°E |                                            |                     | Modifica les dades a Wikidata |
|        | Mas de Paladella                         | Caseres  | masia        |                                          | 41° 01′ 41″ N, 0° 19′ 27″ E / 41.0281816399589°N,0.324193490752527°E |                                            |                     | Modifica les dades a Wikidata |
|        | Mas de Pavà                              | Caseres  | masia        |                                          | 41° 04′ 03″ N, 0° 15′ 22″ E / 41.0675065892017°N,0.256121485533886°E |                                            |                     | Modifica les dades a Wikidata |
|        | Mas de Peixero                           | Caseres  | masia        |                                          | 41° 03′ 40″ N, 0° 14′ 38″ E / 41.0610697472673°N,0.24379957609861°E  |                                            |                     | Modifica les dades a Wikidata |
|        | Mas de Pepito                            | Caseres  | masia        |                                          | 41° 03′ 51″ N, 0° 15′ 07″ E / 41.0641079401515°N,0.251836050406091°E |                                            |                     | Modifica les dades a Wikidata |
|        | Mas de Perfidio                          | Caseres  | masia        |                                          | 41° 03′ 10″ N, 0° 17′ 35″ E / 41.0528604399428°N,0.292983867650512°E |                                            |                     | Modifica les dades a Wikidata |
|        | Mas de Pinto                             | Caseres  | masia        |                                          | 41° 01′ 06″ N, 0° 19′ 45″ E / 41.0184367940366°N,0.329261687923453°E |                                            |                     | Modifica les dades a Wikidata |
|        | Mas de Piulo                             | Caseres  | masia        |                                          | 41° 01′ 08″ N, 0° 18′ 20″ E / 41.0190120518143°N,0.305620961479805°E |                                            |                     | Modifica les dades a Wikidata |
|        | Mas de Puba                              | Caseres  | masia        |                                          | 41° 02′ 34″ N, 0° 17′ 59″ E / 41.0429067917163°N,0.299839846779359°E |                                            |                     | Modifica les dades a Wikidata |
|        | Mas de Punyales                          | Caseres  | masia        |                                          | 41° 03′ 11″ N, 0° 17′ 52″ E / 41.0531343523231°N,0.297743773015819°E |                                            |                     | Modifica les dades a Wikidata |
|        | Mas de Ramon de Tarragó                  | Caseres  | masia        |                                          | 41° 02′ 44″ N, 0° 15′ 23″ E / 41.0455841975243°N,0.256497640881768°E |                                            |                     | Modifica les dades a Wikidata |
|        | Mas de Roquet                            | Caseres  | masia        |                                          | 41° 00′ 42″ N, 0° 18′ 52″ E / 41.0115744990432°N,0.314580588252351°E |                                            |                     | Modifica les dades a Wikidata |
|        | Mas de Sabater                           | Caseres  | masia        |                                          | 41° 04′ 17″ N, 0° 13′ 32″ E / 41.0714380637423°N,0.225490478131957°E |                                            |                     | Modifica les dades a Wikidata |
|        | Mas de Sant Joan                         | Caseres  | masia        |                                          | 41° 03′ 08″ N, 0° 18′ 12″ E / 41.0521062187105°N,0.303449287671746°E |                                            |                     | Modifica les dades a Wikidata |
|        | Mas de Sastre                            | Caseres  | masia        |                                          | 41° 03′ 38″ N, 0° 13′ 30″ E / 41.0604935509097°N,0.225058366633734°E |                                            |                     | Modifica les dades a Wikidata |
|        | Mas de Segonada                          | Caseres  | masia        |                                          | 41° 03′ 37″ N, 0° 17′ 15″ E / 41.0602065898554°N,0.287482437801331°E |                                            |                     | Modifica les dades a Wikidata |
|        | Mas de Segundo                           | Caseres  | masia        |                                          | 41° 03′ 00″ N, 0° 17′ 28″ E / 41.0499987628566°N,0.291173846414604°E |                                            |                     | Modifica les dades a Wikidata |
|        | Mas de Tarragó                           | Caseres  | masia        |                                          | 41° 01′ 53″ N, 0° 17′ 04″ E / 41.031432691725°N,0.28438233064876°E   |                                            |                     | Modifica les dades a Wikidata |
|        | Mas de Tocaines                          | Caseres  | masia        |                                          | 41° 02′ 18″ N, 0° 17′ 31″ E / 41.0382331812228°N,0.29182314703977°E  |                                            |                     | Modifica les dades a Wikidata |
|        | Mas de Toni de Parrai                    | Caseres  | masia        |                                          | 41° 02′ 12″ N, 0° 17′ 39″ E / 41.0366575962133°N,0.294147845413537°E |                                            |                     | Modifica les dades a Wikidata |
|        | Mas de Trota                             | Caseres  | masia        |                                          | 41° 01′ 15″ N, 0° 17′ 44″ E / 41.0209534864641°N,0.295457108545539°E |                                            |                     | Modifica les dades a Wikidata |
|        | Mas de Victorino                         | Caseres  | masia        |                                          | 41° 01′ 52″ N, 0° 18′ 34″ E / 41.031118566377°N,0.30937268929156°E   |                                            |                     | Modifica les dades a Wikidata |
|        | Mas de l'Angela                          | Caseres  | masia        |                                          | 41° 01′ 08″ N, 0° 20′ 13″ E / 41.0189275239552°N,0.336840831261335°E |                                            |                     | Modifica les dades a Wikidata |
|        | Mas de l'Esteve                          | Caseres  | masia        |                                          | 41° 01′ 30″ N, 0° 17′ 09″ E / 41.0249134555351°N,0.285756790103006°E |                                            |                     | Modifica les dades a Wikidata |
|        | Mas de l'Eufrasi                         | Caseres  | masia        |                                          | 41° 03′ 54″ N, 0° 13′ 12″ E / 41.065020611178°N,0.21992956213858°E   |                                            |                     | Modifica les dades a Wikidata |
|        | Mas de l'Ossòrio                         | Caseres  | masia        |                                          | 41° 03′ 19″ N, 0° 17′ 28″ E / 41.0551639337047°N,0.290973717139813°E |                                            |                     | Modifica les dades a Wikidata |
|        | Mas de la Renegada                       | Caseres  | masia        |                                          | 41° 02′ 12″ N, 0° 13′ 56″ E / 41.0365455558062°N,0.23220291575155°E  |                                            |                     | Modifica les dades a Wikidata |
|        | Mas de la Rosa                           | Caseres  | masia        |                                          | 41° 02′ 27″ N, 0° 13′ 54″ E / 41.0409469755285°N,0.231709100239422°E |                                            |                     | Modifica les dades a Wikidata |
|        | Mas de la Torreta                        | Caseres  | masia        |                                          | 41° 00′ 54″ N, 0° 19′ 44″ E / 41.014862956742°N,0.328954265744532°E  |                                            |                     | Modifica les dades a Wikidata |
|        | Mas de les Caborres                      | Caseres  | masia        |                                          | 41° 01′ 35″ N, 0° 16′ 49″ E / 41.0263265547023°N,0.280370546653555°E |                                            |                     | Modifica les dades a Wikidata |
|        | Mas de les Cometes                       | Caseres  | masia        |                                          | 41° 01′ 58″ N, 0° 16′ 08″ E / 41.032866987261°N,0.26886074891291°E   |                                            |                     | Modifica les dades a Wikidata |
|        | Mas de les Torres                        | Caseres  | masia        |                                          | 41° 03′ 11″ N, 0° 15′ 01″ E / 41.053137611581°N,0.25017503985907°E   |                                            |                     | Modifica les dades a Wikidata |
|        | Mas de les Ànimes                        | Caseres  | masia        |                                          | 41° 02′ 40″ N, 0° 19′ 24″ E / 41.0445007551723°N,0.323365548514353°E |                                            |                     | Modifica les dades a Wikidata |
|        | Mas del Bateà                            | Caseres  | masia        |                                          | 41° 03′ 31″ N, 0° 17′ 38″ E / 41.058678412574°N,0.29397027078891°E   |                                            |                     | Modifica les dades a Wikidata |
|        | Mas del Bateà de les Corbes de Sant Joan | Caseres  | masia        |                                          | 41° 03′ 18″ N, 0° 17′ 53″ E / 41.054940390736°N,0.297943478255024°E  |                                            |                     | Modifica les dades a Wikidata |
|        | Mas del Busson                           | Caseres  | masia        |                                          | 41° 02′ 37″ N, 0° 20′ 09″ E / 41.043486730586°N,0.335957379476864°E  |                                            |                     | Modifica les dades a Wikidata |
|        | Mas del Cabo                             | Caseres  | masia        |                                          | 41° 04′ 02″ N, 0° 15′ 09″ E / 41.0673270284349°N,0.252368360566467°E |                                            |                     | Modifica les dades a Wikidata |
|        | Mas del Cid                              | Caseres  | masia        |                                          | 41° 02′ 12″ N, 0° 18′ 14″ E / 41.0367533842034°N,0.303993109277785°E |                                            |                     | Modifica les dades a Wikidata |
|        | Mas del Civil                            | Caseres  | masia        |                                          | 41° 03′ 18″ N, 0° 16′ 47″ E / 41.054877767854°N,0.27959868727347°E   |                                            |                     | Modifica les dades a Wikidata |
|        | Mas del Coler                            | Caseres  | masia        |                                          | 41° 02′ 06″ N, 0° 17′ 48″ E / 41.0350982109762°N,0.296781034162978°E |                                            |                     | Modifica les dades a Wikidata |
|        | Mas del Galan                            | Caseres  | masia        |                                          | 41° 02′ 35″ N, 0° 19′ 38″ E / 41.0431733122723°N,0.327095343829477°E |                                            |                     | Modifica les dades a Wikidata |
|        | Mas del Guido                            | Caseres  | masia        |                                          | 41° 03′ 03″ N, 0° 18′ 58″ E / 41.05081361°N,0.316125°E 530 msnm      |                                            |                     | Modifica les dades a Wikidata |
|        | Mas del Moliner                          | Caseres  | masia        |                                          | 41° 01′ 49″ N, 0° 15′ 43″ E / 41.0302494228949°N,0.261951807752126°E |                                            |                     | Modifica les dades a Wikidata |
|        | Mas del Primo                            | Caseres  | masia        |                                          | 41° 02′ 40″ N, 0° 18′ 17″ E / 41.0444462647238°N,0.304809116469244°E |                                            |                     | Modifica les dades a Wikidata |
|        | Mas del Sord                             | Caseres  | masia        |                                          | 41° 01′ 36″ N, 0° 18′ 57″ E / 41.0266833467428°N,0.315928829660762°E |                                            |                     | Modifica les dades a Wikidata |
|        | Mas dels Quatre Pilons                   | Caseres  | masia        |                                          | 41° 02′ 35″ N, 0° 17′ 02″ E / 41.043083983187°N,0.284010534755794°E  |                                            |                     | Modifica les dades a Wikidata |
|        | Maset de Dolores del Dolcet              | Caseres  | masia        |                                          | 41° 00′ 58″ N, 0° 20′ 13″ E / 41.01608153794°N,0.336848512547053°E   |                                            |                     | Modifica les dades a Wikidata |
|        | Maset de Mustes                          | Caseres  | masia        |                                          | 41° 02′ 19″ N, 0° 20′ 10″ E / 41.0385468736196°N,0.336168599581691°E |                                            |                     | Modifica les dades a Wikidata |
|        | Maset de Santiago                        | Caseres  | masia        |                                          | 41° 02′ 50″ N, 0° 16′ 52″ E / 41.0471939991375°N,0.281081311412445°E |                                            |                     | Modifica les dades a Wikidata |
|        | Maset de Segundo                         | Caseres  | masia        |                                          | 41° 03′ 02″ N, 0° 17′ 31″ E / 41.0506934661462°N,0.291990066449949°E |                                            |                     | Modifica les dades a Wikidata |
|        | Maset de Simon de Feno                   | Caseres  | masia        |                                          | 41° 02′ 18″ N, 0° 15′ 20″ E / 41.0382035276544°N,0.255567235666633°E |                                            |                     | Modifica les dades a Wikidata |
|        | Maset de Zapater                         | Caseres  | masia        |                                          | 41° 01′ 07″ N, 0° 18′ 24″ E / 41.0185615423609°N,0.306769062140719°E |                                            |                     | Modifica les dades a Wikidata |
|        | Maset de la Tia Rosa                     | Caseres  | masia        |                                          | 41° 02′ 04″ N, 0° 17′ 27″ E / 41.0344012736278°N,0.290885991730998°E |                                            |                     | Modifica les dades a Wikidata |
|        | Maset del Cabo                           | Caseres  | masia        |                                          | 41° 02′ 39″ N, 0° 16′ 23″ E / 41.0441460505281°N,0.272926920058851°E |                                            |                     | Modifica les dades a Wikidata |
|        | Maset del Manduliero                     | Caseres  | masia        |                                          | 41° 01′ 45″ N, 0° 17′ 35″ E / 41.0291567666565°N,0.293075490586942°E |                                            |                     | Modifica les dades a Wikidata |
|        | Maset del Moliner                        | Caseres  | masia        |                                          | 41° 01′ 50″ N, 0° 15′ 39″ E / 41.0304587867104°N,0.260908352499971°E |                                            |                     | Modifica les dades a Wikidata |
|        | Maset del Pollo                          | Caseres  | masia        |                                          | 41° 02′ 16″ N, 0° 18′ 59″ E / 41.0376705335331°N,0.316267334128865°E |                                            |                     | Modifica les dades a Wikidata |
|        | Masia del Dolcet                         | Caseres  | masia        |                                          | 41° 00′ 55″ N, 0° 19′ 32″ E / 41.015281521369°N,0.32547620867502°E   |                                            |                     | Modifica les dades a Wikidata |
|        | Molí de Vent                             | Caseres  | masia        |                                          | 41° 01′ 44″ N, 0° 15′ 44″ E / 41.028858422521°N,0.262164092562847°E  |                                            |                     | Modifica les dades a Wikidata |
|        | Venta a la carretera                     | Caseres  | masia        | Estil: arquitectura popular              | 41° 02′ 44″ N, 0° 15′ 02″ E / 41.04548°N,0.25047°E                   | bé integrant del patrimoni cultural català |                     | Modifica les dades a Wikidata |
|        | Venta de Vidiella                        | Caseres  | masia        |                                          | 41° 02′ 16″ N, 0° 14′ 54″ E / 41.0377994513764°N,0.248446863617686°E |                                            |                     | Modifica les dades a Wikidata |
|        | l'Espartero                              | Caseres  | masia        |                                          | 41° 02′ 20″ N, 0° 18′ 20″ E / 41.0389726631921°N,0.305686824584676°E |                                            |                     | Modifica les dades a Wikidata |
|        | l'Hort Tancat                            | Caseres  | masia        | Estil: arquitectura popular 18th century | 41° 02′ 05″ N, 0° 15′ 13″ E / 41.03479°N,0.25369°E                   | bé integrant del patrimoni cultural català |                     | Modifica les dades a Wikidata |
|        | lo Victorino                             | Caseres  | masia        |                                          | 41° 02′ 26″ N, 0° 17′ 47″ E / 41.0406019995731°N,0.296424837198369°E |                                            |                     | Modifica les dades a Wikidata |

## muntanya
| imatge | Nom                 | Ubicat a      | instància de | Detalls | coordenades                                                         | Protecció | Commons (més fotos) | Dades a WD                    |
| ------ | ------------------- | ------------- | ------------ | ------- | ------------------------------------------------------------------- | --------- | ------------------- | ----------------------------- |
|        | Punta de la Gessera | Caseres       | muntanya     |         | 41° 02′ 55″ N, 0° 14′ 23″ E / 41.04852778°N,0.23972222°E 413.4 msnm |           |                     | Modifica les dades a Wikidata |
|        | Tossal de Mudèfer   | Caseres Batea | muntanya     |         | 41° 03′ 14″ N, 0° 18′ 09″ E / 41.054°N,0.302538°E 526.2 msnm        |           |                     | Modifica les dades a Wikidata |
|        | el Puig             | Caseres       | muntanya     |         | 41° 02′ 33″ N, 0° 14′ 32″ E / 41.0425°N,0.242222°E 406.3 msnm       |           |                     | Modifica les dades a Wikidata |

## pont
| imatge | Nom              | Ubicat a | instància de | Detalls | coordenades                                                          | Protecció | Commons (més fotos) | Dades a WD                    |
| ------ | ---------------- | -------- | ------------ | ------- | -------------------------------------------------------------------- | --------- | ------------------- | ----------------------------- |
|        | Pas de Corralets | Caseres  | pont         |         | 41° 04′ 13″ N, 0° 13′ 09″ E / 41.070201763439°N,0.219044494562549°E  |           |                     | Modifica les dades a Wikidata |
|        | Pont de Caseres  | Caseres  | pont         |         | 41° 02′ 05″ N, 0° 14′ 03″ E / 41.0347795643225°N,0.234049252913977°E |           |                     | Modifica les dades a Wikidata |

## serra
| imatge | Nom                | Ubicat a      | instància de | Detalls | coordenades                                                             | Protecció | Commons (més fotos) | Dades a WD                    |
| ------ | ------------------ | ------------- | ------------ | ------- | ----------------------------------------------------------------------- | --------- | ------------------- | ----------------------------- |
|        | Serra de la Venta  | Batea Caseres | serra        |         | 41° 02′ 59″ N, 0° 19′ 27″ E / 41.04984167°N,0.32421667°E 526.2 msnm     |           |                     | Modifica les dades a Wikidata |
|        | serra Mitjana      | Caseres       | serra        |         | 41° 03′ 22″ N, 0° 14′ 19″ E / 41.05613889°N,0.23872222°E 347.5 msnm     |           |                     | Modifica les dades a Wikidata |
|        | serra de Pavà      | Batea Caseres | serra        |         | 41° 04′ 11″ N, 0° 14′ 47″ E / 41.069675°N,0.24638889°E 465.9 msnm       |           |                     | Modifica les dades a Wikidata |
|        | serra dels Pesells | Bot Caseres   | serra        |         | 41° 01′ 04″ N, 0° 20′ 12″ E / 41.01775111°N,0.33669444°E 541 541.3 msnm |           |                     | Modifica les dades a Wikidata |

## Misc
| imatge | Nom                         | Ubicat a                                                       | instància de                                   | Detalls                           | coordenades                                                                                       | Protecció                                  | Commons (més fotos)  | Dades a WD                    |
| ------ | --------------------------- | -------------------------------------------------------------- | ---------------------------------------------- | --------------------------------- | ------------------------------------------------------------------------------------------------- | ------------------------------------------ | -------------------- | ----------------------------- |
|        | Ajuntament de Caseres       | Caseres                                                        | casa consistorial                              | Estil: arquitectura popular       | 41° 02′ 20″ N, 0° 15′ 02″ E / 41.03876°N,0.25052°E                                                | bé integrant del patrimoni cultural català | Town hall of Caseres | Modifica les dades a Wikidata |
|        | Algars                      | província de Saragossa província de Terol Terra Alta Catalunya | curs d'aigua lloc d'importància comunitària    | Desemboca: Matarranya Llarg: 50km | 41° 12′ 44″ N, 0° 15′ 48″ E / 41.21221°N,0.26326°E 41° 00′ 29″ N, 0° 17′ 06″ E / 41.008°N,0.285°E |                                            | Algars River         | Modifica les dades a Wikidata |
|        | Almudèfer                   | Caseres                                                        | antic assentament                              |                                   |                                                                                                   |                                            |                      | Modifica les dades a Wikidata |
|        | Ca la Botiguera             | Caseres                                                        | casa                                           | Estil: arquitectura gòtica        | 41° 02′ 20″ N, 0° 15′ 01″ E / 41.03888°N,0.25026°E                                                | bé integrant del patrimoni cultural català |                      | Modifica les dades a Wikidata |
|        | Caseres                     | Caseres                                                        | entitat singular de població capital municipal | 240 hab                           | 41° 02′ 23″ N, 0° 15′ 02″ E / 41.03980519°N,0.25064192°E 323 msnm                                 |                                            |                      | Modifica les dades a Wikidata |
|        | Perxe de la plaça           | Caseres                                                        | porxe                                          | Estil: arquitectura popular       | 41° 02′ 19″ N, 0° 15′ 02″ E / 41.03857°N,0.25052°E                                                | bé integrant del patrimoni cultural català |                      | Modifica les dades a Wikidata |
|        | Poblat ibèric de la Gessera | Caseres                                                        | despoblat edifici històric                     |                                   | 41° 02′ 53″ N, 0° 14′ 21″ E / 41.047951795005°N,0.239112731436796°E                               |                                            |                      | Modifica les dades a Wikidata |
|        | TV-3344                     | Caseres                                                        | carretera                                      |                                   | 41° 02′ 43″ N, 0° 15′ 01″ E / 41.0452°N,0.2502°E                                                  |                                            |                      | Modifica les dades a Wikidata |
|        | font de la Sardina          | Caseres                                                        | font                                           |                                   | 41° 03′ 47″ N, 0° 13′ 13″ E / 41.0631329699154°N,0.220223110441573°E                              |                                            |                      | Modifica les dades a Wikidata |